# Zatavua ankaranae
Zatavua ankaranae là một loài nhện trong họ Pholcidae. Loài này được phát hiện ở Madagascar.